# Виторио Поцо
Виторио Поцо (Торино, 2. март 1886 — Торино, 21. децембар 1968) био је италијански фудбалер, селектор и новинар.
Творац тактичке формације Методо, Поцо се сматра једним од највећих селектора свих времена, и прва је особа која је као селектор водила национални тим до две титуле светског купа водећи Италију до победе на светским првенствима 1934. и 1938. године. Надимка Il Vecchio Maestro („Стари мајстор“), такође је водио Италију до златне медаље на олимпијском фудбалском турниру 1936. године.
Виторио Поцо је рођен у Торину 2. марта 1886. године у породици пореклом из Пондерана. Похађао је Liceo Cavour у Торину, свом родном граду; касније је учио језике и играо фудбал у Француској, Швајцарској и Енглеској. Студирао је у Манчестеру на размеђи 20. века и упознао полубека Манчестер јунајтеда, Чарлија Робертса и левог Стива Блумера из Дарби Каунтија.

## Контроверзе
Брајан Гленвил је изјавио да Поцо није био фашиста; он је, међутим, сарађивао са Ђорђом Вакаром током кампање за Светско првенство 1934. године - генералом из фашистичке милиције, који је у то време био и шеф Италијанске фудбалске федерације. После Другог светског рата, Поцо је искључен из италијанског фудбала, због оптужби за сарадњу с фашистичком владом и учешће у Италијанској социјалној републици ; као такав, нови торински стадион није био посвећен њему. Упркос својим асоцијацијама на фашизам, међутим, није био члан Националне фашистичке странке, а документи показују да је сарађивао са Националноослободилачким одбором од септембра 1943.

## Смрт
Након што је гледао Италију како је на домаћем тлу освојила Европско првенство (наследника средњоевропског међународног купа, коју је два пута Поцо освајао са Азурима) 1968. године,  Поцо је умро касније те године, 21. децембра, у 82. години. Сахрањен је на гробљу родног града своје породице, Пондерано. 1986. године Стадион Комунале ди Торино преименован је у његово име; стадион је сада познат као Стадион Олимпико Гранде Торино. У његову част 2016. године отворен је музеј са његовим сувенирима у Пондерану.